# La Patrouille du temps (recueil de nouvelles)
Pour les articles homonymes, voir La Patrouille du temps.
La Patrouille du temps (titre original : (en) Guardians of Time ) est un recueil de nouvelles de science-fiction, écrites par Poul Anderson (États-Unis) et publié en 1960.
Dans le genre de la science-fiction, les nouvelles La Patrouille du temps utilisent les ressources narratives du voyage dans le temps et certaines d'entre elles répondent aux caractéristiques de l'uchronie.
Dans un lointain futur, les descendants des Hommes, les Danéliens, ont découvert le moyen de voyager dans le temps. Mais pour éviter que des pirates mal intentionnés ne changent le cours de l'histoire, changements qui impliqueraient leur propre non-existence, et donc dans un but essentiellement égoïste mais légitime - de leur point de vue -, ils ont créé la « Patrouille du temps » qui dispose de bureaux et d'agents à toutes les époques…

## Présentation de l'œuvre
Ce roman de science-fiction de l'auteur américain Poul Anderson est un recueil de quatre nouvelles, parues initialement dans le magazine spécialisé américain The Fantasy and Science Fiction Magazine à partir du mois de mai 1955. Elles furent ensuite rassemblées dans un recueil intitulé « Time Patrol short stories » et subirent diverses rééditions. Les Time Patrol Series regroupent six nouvelles et cinq romans en tout. Les premières éditions françaises, basées sur la première édition américaine de 1960, regroupaient les nouvelles suivantes : 
- La Patrouille du Temps (Time Patrol, 1955) ;
- Le Grand Roi (Brave to be a king, 1959) ;
- Échec aux Mongols (The Only Game in Town, 1960) ;
- L'Autre Univers (Delenda est, 1955).

L'édition Le Bélial', datée de 2005, ajoute une cinquième nouvelle au recueil : 
- Les Chutes de Gibraltar (Gibraltar Falls, 1975) ;

Les éditions Le Bélial' publient également une autre nouvelle et cinq romans dans de nouveaux volumes :
- Le Patrouilleur du temps (D'ivoire, de singes et de paons, Le chagrin d'Odin le Goth, La Mort et le Chevalier), Le Bélial', 2007.
- La Rançon du temps (Stella Maris, L'Année de la rançon), Le Bélial', 2008.
- Le Bouclier du temps, Le Bélial', 2009.

## Manse Everard
Le héros du roman est un Américain dénommé Manson Emmert Everard, 30 ans, célibataire, ex-lieutenant de l'armée américaine et vétéran de la Seconde Guerre mondiale. C'est un bibliophile averti et un amateur de poker, de voiliers, d'armes et de chevaux. Après sa démobilisation, il travaille comme ingénieur mécanicien. Un jour, il répond à une alléchante offre de travail qui le conduit à subir toute une série de tests psychologiques, d'encéphalogrammes et de tests de personnalité. Finalement, il est recruté dans la Patrouille du temps, une brigade secrète inventée par les humains du futur pour permettre le commerce inter-temporel, surveiller les pistes du temps et empêcher les pirates temporels de modifier le cours de l'Histoire. Officiellement, il travaille pour la « Société des Entreprises Mécaniques », la couverture de la patrouille.
En tant que patrouilleur du temps, Manse Everard est équipé d'un pistolet paralyseur du XXXe siècle, d'un émetteur radio dissimulé dans ses vêtements et d'un « saute-temps », un véhicule temporel volant grâce à un système antigravité. Ce véhicule se présente comme une moto biplace montée sur patins qui peut être attelée à un chariot antigravité. Les agents disposent également de chevaux spécialement entraînés aux voyages dans le temps. En cas de faute lourde, les agents de la Patrouille du temps sont envoyés sur une planète de bannissement.

## Résumé des nouvelles

### La Patrouille du temps
La première nouvelle du recueil joue un rôle de prologue en présentant le héros, en expliquant l'origine de la Patrouille du temps et en décrivant le rôle et le statut de Manse Everard au sein de cette patrouille.

### Le Grand Roi
New York, XXe siècle. Manse Everard reçoit dans son appartement son amie Cynthia Denison qui s'inquiète de la disparition de son mari, Keith. Celui-ci, parti en mission archéologique dans l'Iran de l'antiquité depuis huit mois, n'est jamais rentré. Comme les agents de la Patrouille du temps n'ont pas retrouvé sa trace, Manse Everard accepte d'aider Cynthia et part pour la Perse du VIe siècle av. J.-C. Manse Everard s'est travesti en Athénien, rencontre Crésus le Lydien et poursuit une enquête qui le mène rapidement à la cour du roi perse Cyrus II, dont la naissance est entourée de légende. Son entrevue avec le chiliarque Harpage se révèle rapidement être un guet-apens, mais Manse Everard est sauvé in extremis par l'arrivée du roi en qui Manse Everard reconnaît immédiatement son ami Keith Denison. L'archéologue avait été malencontreusement aperçu lors de son arrivée dans cette époque et immédiatement fait prisonnier par Harpage. Par calcul politique, ce dernier l'a fait passer aux yeux de la population pour Cyrus II, le fondateur historique de l'empire perse. Mais une fois proclamé roi, Keith Denison ne peut quitter cette époque sans modifier le cours de l'histoire qui a déjà enregistré ses exploits et la date de sa mort, lors d'une bataille, en 530 av. J.-C. Manse Everard réfléchit à une solution pour aider son ami à rejoindre son époque. Alors qu'il tente de rejoindre son véhicule temporel, Manse Everard est poursuivi par Harpage et ses hommes. Au cours du combat, Manse Everard tue Harpage. Manse Everard et Keith Denison partent ensuite sur leur véhicule temporel et remontent le temps de seize années pour apparaître au roi Astyage comme deux messagers du dieu Ahura-Mazda. Ils le menacent alors de représailles divines s'il assassine son petit-fils Cyrus. Si la vie d'Astyage et de Cyrus s'en retrouvent modifiées, le cours de l'histoire n'en est pas pour autant altéré.
Personnages secondaires :
- Cassandane, concubine de Keith Denison, alias Cyrus II.
- Cynthia Denison, amie de Manse Everard, future épouse de Keith, agent attaché de la Patrouille du temps.
- Keith Denison, agent de la patrouille, né en 1927 dans le Massachusetts, vétéran de la guerre de Corée, démobilisé en 1952.
- Crésus de Lydie, ancien roi de Lydie, vivant à la cour perse, qui accueille Manse Everard dans sa demeure et l'oriente vers la cour de Cyrus II.
- Auvargaush ou Harpage, homme de main et parent du roi Astyage, puis chiliarque de l'empire de Médie.

### Échec aux Mongols
Manhattan, XXe siècle. Manse Everard reçoit la visite de John Sandoval qui l'entraîne dans une surprenante mission officielle : empêcher les Mongols et les Chinois de découvrir et conquérir l'Amérique 200 ans avant Christophe Colomb. Mais cette fois, il ne s'agit pas d'une altération volontaire du cours de l'histoire : il semble que les Mongols de Kubilai Khan et les Chinois aient été inspirés par les récits de voyage de Marco Polo et d'explorer d'autres contrées. Même si elle est authentique, cette découverte aurait de trop fortes répercussions sur le cours de l'histoire et les deux agents de la Patrouille du temps sont chargés d'empêcher cette conquête. Les deux agents se transportent au XIIIe siècle, sur la côte nord-ouest du continent américain, et chevauchent à la rencontre de l'expédition sino-mongole. L'expédition étrangère arrivée par l'Alaska avait poussé jusqu'à l'embouchure du fleuve Columbia. Manse Everard et John Sandoval se présentent en tenue du XXe siècle comme les émissaires d'un puissant roi qui règne plus au sud et tentent d'intimider les chefs de l'expédition en tuant un animal avec un fusil Mauser. Après s'être éloignés, les deux agents préparent un violent orage artificiel pour effrayer les superstitieux Mongols, mais les Chinois, habiles pyrotechniciens, ne sont pas dupes et les deux patrouilleurs sont rapidement faits prisonniers. Alors que John Sandoval est à l'agonie, Manse Everard réussit à faire boire à Toktai, le chef des Mongols, de grandes quantités de whisky. Les deux agents s'échappent enfin, regagnent leurs véhicules temporels et incendient les navires de l'expédition, condamnant ainsi Mongols et Chinois à rester sur le continent et à se mêler de génération en génération à la population locale.
Personnages secondaires :
- John Sandoval, Navajo né en 1930, ethnologue et historien, agent de la Patrouille du temps.
- Toktai, fils de Batu, noyon mongol, chef de l'expédition, émissaire de Kubilai Khan.
- Li Tai-Tsung, savant chinois qui accompagne l'expédition.

### Les Chutes de Gibraltar
Cinq millions d'années dans le passé, à la jonction entre le Miocène et le Pliocène, la Patrouille du temps étudie le percement du détroit de Gibraltar. Un accident précipite l'un des agents dans la cataracte créée par le déferlement de l'océan Atlantique dans ce qui deviendra la Méditerranée. Son assistant et soupirant malheureux va tout faire, avec le soutien de Manse Everard, pour tenter de la sauver.
Personnages secondaires :
- Feliz a Rach, aristocrate du Premier Matriarcat, née près de 4000 ans apr. J.-C. En tant qu'agent de la Patrouille du temps, son travail consiste à enregistrer le phénomène naturel du percement du détroit de Gibraltar.
- Thomas Nomura, naturaliste né en 1972, assistant de Feliz a Rach.

### Stella Maris
Durant la révolte de Civilis, au Ier siècle de notre ère, apparaît subitement chez les Germains un culte à une déesse guerrière. Manse Everard va enquêter.

### Le Bouclier du temps
Ce dernier livre (la patrouille du temps, t. 4 au Livre de poche) contient six textes d'inégales longueurs : trois courts romans précédés chacun de quelques pages relatant des discussions d'un haut gradé de la Patrouille nommé Guion avec les héros Manse Everard et Wanda Tamberly, laquelle prend de plus en plus d'importance dans le récit et dans le cœur d'Everard :
1. L'étranger qui est dans tes portes. Guion s'interroge sur le hasard (?) qui a fait se rencontrer Everard et les Exaltationnistes à trois reprises, et sur l'implication de Wanda à ce propos.
2. Les femmes et les chevaux, le pouvoir et la guerre. Court roman se déroulant en Bactriane en -209 pendant la guerre entre Euthydème, roi du pays, et le séleucide Antiochos III qui veut récupérer cette ex-satrapie. Everard s'y confronte à trois survivants Exaltationnistes, dont une femme qui l'impressionne vivement, et finit par les vaincre (un mort, deux capturés).
3. Avant les dieux qui créèrent les dieux. Guion rencontre Wanda pour se renseigner sur sa vie et les récentes aventures qu'elle a connues avec Everard.
4. Béringie. Wanda Tamberly est en mission en Béringie (la bande de terre dont l'effondrement a créé le détroit de Béring) pour y étudier la disparition des mammouths. Elle se prend d'amitié avec une tribu d'aborigènes caucasiens destinés à disparaître, qui se fait exploiter par des envahisseurs paléo-indiens plus évolués. Elle intervient pour aider l'aborigène Aryuk, contre l'avis d'un collègue qui finit par l'attaquer devant une audience de la Patrouille mais, grâce à Everard, elle s'en tire avec une remontrance.
5. Devinez un peu. Entretien entre Everard et Guion qui lui indique certaines différences, minimes mais peut-être significatives, entre l'histoire relevée par la Patrouille à certaines époques et l'histoire enregistrée par les historiens.
6. Stupor mundi. Court roman se déroulant en Sicile et en Apulie en 1137. Selon le sort d'une bataille entre le roi Roger II de Sicile et le duc Rainulf aidé d'un chevalier plein d'avenir Lorenzo de Conti, l'Europe se retrouve soit en théocratie (et l'État n'a  plus de poids) soit en état totalitaire (et l'Église n'a plus de poids). Dans l'alternative théocratique, Wanda Tamberly sauve Keith Denison qui s'y était trouvé piégé mais Everard et elle finissent par tuer Lorenzo, qui se trouvait être la source de cette ambiguïté temporelle. Leur dernière promenade leur fait rencontrer un Danellien qui leur avoue que la Patrouille a pour but de diriger l'histoire et non de la « préserver ».

## Commentaires

### Conception du temps
Poul Anderson présente tout au long de ses nouvelles une conception particulière du temps qui répond aux caractéristiques suivantes : 
- le cours du temps est élastique, avec une forte tendance à suivre son cours attesté dans l'Histoire ;
- l'élasticité du temps permet aux hommes de s'y déplacer sans incidences sur le cours de l'histoire ;
- les lois de la causalité historique et de la conservation sont associées au principe de discontinuité : si un agent de la Patrouille du temps tuait ses parents, il continuerait cependant d'exister ;
- l'Histoire est considérée comme un enchaînement continu d'événements qui ne peut être modifié qu'en certains points nodaux importants. Ce sont ces points nodaux que les agents de la Patrouille du temps sont chargés de surveiller.

### Patrouille anti-uchronie
La Patrouille du Temps est en fait une véritable Patrouille anti-uchronie. Son but est d'empêcher à tout prix que l'histoire ne soit réécrite : la Patrouille est la gardienne de l'histoire telle qu'elle a été reçue. Dans les trois premières nouvelles, les agents tentent d'empêcher l'émergence des uchronies avant qu'elles ne soient effectivement réalisées, tandis que la quatrième nouvelle plonge le lecteur dans une histoire alternative entièrement redéfinie que les agents de la Patrouille doivent rectifier après coup.
Dans cette dernière uchronie, le point de divergence se situe pendant la deuxième guerre punique, dans l'Antiquité. L'auteur invente une nouvelle géographie mondiale, une nouvelle culture, des civilisations qui ont évolué différemment, de nouvelles langues dérivées d'idiomes historiques, etc. Cette divergence permet à l'auteur de repenser le cours de l'histoire : les Mayas et le culte du soleil dominent l'Amérique du Sud, les Celtes ont colonisé le continent nord-américain, les Huns occupent l'Europe centrale, les Cimbres ont vaincu les Romains, etc. Empêcher l'uchronie d'avoir lieu signifie retrouver le point de bifurcation historique pour annuler la cause de la divergence.

### Thème et variations historiques
Chaque nouvelle du recueil présente une configuration originale des rapports étroits qui unissent passé et futur dans l'écriture de l'histoire :
- La Patrouille du temps : un pirate temporel idéaliste se projette dans le passé pour essayer de modifier l'histoire et rendre le futur meilleur ;
- Le Grand Roi : un agent de la Patrouille du Temps joue contre son gré un rôle historique majeur dans l'histoire et ne peut plus quitter son époque sans courir le risque de modifier le cours de l'histoire ;
- Échec aux Mongols : la Patrouille du Temps doit modifier l'histoire passée pour la rendre conforme à son déroulement théorique : la découverte de l'Amérique par Christophe Colomb et non par les Mongols et les Chinois du XIIIe siècle ;
- L'Autre Univers : les agents de la Patrouille du Temps constatent que l'histoire s'est totalement modifiée et doivent retrouver l'événement qui est à l'origine de la divergence temporelle.

### Réflexion sur l'Histoire
Chaque nouvelle du recueil est porteuse d'un questionnement spécifique sur l'Histoire : 
- La Patrouille du temps : le voyage dans le temps ne nous inciterait-il pas à vouloir changer le monde ou à faire revivre des êtres qui nous sont chers ?
- Le Grand Roi : est-ce le caractère individuel d'un personnage historique qui fait son importance dans l'Histoire ou simplement sa fonction ? La deuxième nouvelle du recueil semble postuler que l'Histoire a besoin d'un Cyrus II, roi des Perses, peu importe qu'il soit le Cyrus historique ou un agent du futur piégé dans le passé. C'est la fonction Roi-des-Perses qui représente le point nodal de l'Histoire et non l'individu qui la revêt.
- Échec aux Mongols : l'Histoire de l'Occident telle que nous la connaissons ne serait-elle pas déjà le résultat d'une modification temporelle ?
- L'Autre univers : modifier a posteriori le cours des événements pour le rendre conforme à l'Histoire reçue, cela ne signifie-t-il pas condamner à la disparition et à l'oubli des civilisations entières ?

### Hérodote revisité
La seconde nouvelle du recueil présente une variation sur un thème historique dans laquelle le présent et le passé s'imbriquent. Poul Anderson reprend la légende de la naissance du roi perse Cyrus II rapportée par l'historien grec Hérodote et en présente une version romanesque qui utilise les ressources de la science-fiction et du voyage dans le temps. À l'intérieur du roman, Poul Anderson attribue ainsi un fondement pseudo-historique à un mythe héroïque de l'antiquité.
Comparaison : Histoire selon Hérodote / Histoire selon Poul Anderson :
| Histoire d'Hérodote                                                                                                   | Adaptation de Poul Anderson |
| --- | --- |
| Astyage, roi des Mèdes, ordonne à Harpage de tuer son petit-fils Cyrus, mais ce dernier confie l'enfant à un bouvier. | Astyage, roi des Mèdes, ordonne à Harpage de tuer son petit-fils Cyrus, ce qui est fait.                                                                                |
| Adolescent, Cyrus révèle sa véritable identité et revient à la cour du roi Astyage.                                   | Harpage capture un homme du futur (Keith Denison) et paie des bergers pour qu'ils attestent son origine royale en le faisant passer pour Cyrus II, fils de Cambyse Ier. |
| Le roi Astyage punit Harpage en lui faisant manger les restes de son fils.                                            | Le roi Astyage punit Harpage en lui faisant manger les restes de son fils.                                                                                              |

Finalement, pour trouver une solution au paradoxe temporel causé par l'irruption d'un homme du futur dans une trame historique antique, les deux agents doivent modifier l'histoire en empêchant Astyage de projeter l'assassinat de Cyrus.

## Classique de la science-fiction
Ce roman a été classé parmi les classiques de la science-fiction dans les ouvrages de références suivants :
- Cité par Annick Beguin dans Les 100 principaux titres de la science-fiction, Cosmos 2000, 1981 ;
- Jacques Sadoul, Anthologie de la littérature de science-fiction, Ramsay, 1981 ;
- Lorris Murail, Les Maîtres de la science-fiction, Bordas, coll. « Compacts », 1993 ;
- Stan Barets, Le science-fictionnaire, Denoël, coll. « Présence du futur », 1994 ;
- Cité dans La Bibliothèque idéale de la SF (1988).

## Critiques négatives
Lorris Murail a déclaré à propos du roman de Poul Anderson : « Amusant et sans conséquence. Un classique mineur. ». Ce livre, bien qu'il soit plaisant à lire, présente des faiblesses dans la construction de la logique temporelle. Cela apparaît surtout dans le cas de la nouvelle L'Autre Univers. On peut se poser la question « Quelle est l'Histoire officielle ? ». Pour notre héros, c'est l'Histoire telle que nous la connaissons qui est la vraie. Pourtant, rien ne nous dit pas que nous sommes nous-mêmes issus d'une variation temporelle, que l'univers en résultant nous paraît comme réel pour nous mais doit être détruit pour revenir à l'état initial. Aussi, alors que le héros tente de modifier l'Histoire pour la faire coïncider avec l'Histoire qu'il connaît, il est peut-être en train de se fourvoyer. 
Cette critique ne tient pas : la Patrouille a pour but de maintenir un certain ordre de l'histoire qui est garanti par une vision postérieure d'un million d'années, une vision rétrospective d'observateur référent, sorte de dieu matériel et contingent. Elle a été créée par les Danéliens, descendants de l'homme,  pour maintenir un ordre des choses qui les inclut. Toute autre uchronie n'intègre pas l'existence des Danéliens et donc de la Patrouille qui, dans ce cas, n'existe pas. L'existence même de la patrouille implique celle d'un certain ordre et l'inexistence de tous les autres.

## Éditions françaises
Les premières éditions proposaient quatre nouvelles dans un ordre parfois différent. L'édition Bélial datée de 2005 ajoute une cinquième nouvelle au recueil : Les Chutes de Gibraltar.
La Patrouille du temps de Poul Anderson, traduit de l'américain par Bruno Martin, Michel Deutsch et Roger Durand, a connu différentes éditions françaises :
- Marabout-Gérard, Coll. « Marabout géant », no 232, 1965 (rééditions en 1970 et 1978) ;
- J'ai lu, Coll. « Science-fiction et fantastique », no 1409, 1982 (réédition en 1987) ;
- Le Bélial', 2005. Les éditions du Bélial ont aussi traduit et publié le reste du cycle de la patrouille du temps de 2007 à 2009 en trois volumes supplémentaires : Le Patrouilleur du temps (2007), La Rançon du temps (2008) et Le Bouclier du temps (2009). Ces trois volumes ont été traduits par Jean-Daniel Brèque.

## Citations
Les numéros de page des citations suivantes font référence à l'édition du seul premier tome citée en bibliographie.
- « C'est comme si le continuum était fait d'un réseau de solides rubans de caoutchouc. Il n'est pas facile de le déformer, il tend toujours à revenir à sa forme antérieure. », p. 22
- « Retourner en arrière pour tuer Hitler et les chefs japonais et soviétiques... pour que quelqu'un de plus rusé prenne leur place ! », p. 25
- « Il y a tellement de millénaires à surveiller et si peu de vies humaines. », p. 77
- « Il allait falloir se réhabituer à tenir compte de l'avis d'une femme, la consulter. Ce ne serait pas facile. », p. 138
- « Je me soucie peu des Aztèques. Si vous les étudiez, vous conviendrez que Cortès a plutôt fait une faveur au Mexique. », p. 163
- « À quoi aboutit cette mission, sinon à faire revenir l'avenir sur lui-même pour créer son propre passé ? », p. 189
- « Même au XXe siècle d'Everard, la France restait celte dans une bonne mesure. Il ne croyait guère aux théories verbeuses des caractéristiques raciales innées, mais il y avait probablement du vrai dans la croyance à un comportement traditionnel si ancien qu'on l'acceptait inconsciemment. », p. 215
- « Comme l'a souligné Whitehead, l'idée médiévale d'un dieu unique et tout-puissant était capitale pour la science, car supposait la notion d'ordre dans la nature. », p. 220

## Annexe